# Claës Peyron
Claës Knut Gustaf Peyron, född den 15 juli 1899 i Helsingborg, död den 10 augusti 1993 i Stockholm, var en svensk militär. Han var sonson till Knut Peyron.
Peyron blev fänrik vid Kronprinsens husarregemente 1919 och löjtnant där 1923. Han genomgick Krigshögskolan 1926–1928 och fick sistnämnda år transport till Skånska kavalleriregementet, där han blev ryttmästare 1934. Som sådan fick Peyron transport till Livregementet till häst 1938. Han var chef för kavalleriets officersaspirantskola 1937–1939 och stabschef i kavalleriinspektionen 1942–1944. Peyron befordrades till major vid kavalleriet 1941, till överstelöjtnant där 1944, vid trängtrupperna 1947, och till överste 1952. Han var befälhavare för Östersunds försvarsområde 1951–1955 och för Strängnäs försvarsområde 1955–1959. Peyron blev riddare av Svärdsorden 1940 och kommendör av samma orden 1959. Han var generalsekreterare i Alliance française i Stockholm 1961–1966, vice ordförande där 1966–1976 och hedersledamot från 1977. Peyron var ledamot av Académie de Saint Étienne från 1962, ordförande i svenska sektionen av Société d'Entre des membres de la Légion d'honneur 1967–1983 och hedersledamot från 1984.